# Android Honeycomb
Android Honeycomb ist der Codename für die dritte Hauptversion von Android, die für Geräte mit größeren Bildschirmen, insbesondere Tablets, entwickelt wurde. Sie wird nicht mehr unterstützt. Honeycomb debütierte mit dem Motorola Xoom im Februar 2011. Neben dem Hinzufügen neuer Funktionen führte Honeycomb ein neues, sogenanntes „holografisches“ Benutzeroberflächenthema und ein Interaktionsmodell ein, das auf den Hauptmerkmalen von Android aufbaute, wie Multitasking, Benachrichtigungen und Widgets.